# Nicola Zanelli
Nicola Zanelli (* 6. Juli 1963 in Castelnovo ne’ Monti, Emilia-Romagna; † 28. Mai 2025) war ein General des italienischen Heeres. Er war stellvertretender Befehlshaber des Allied Land Command der NATO. Davor diente er lange Zeit bei Spezialkräften.

## Militärische Laufbahn
Zanelli wurde von 1982 bis 1986 an der Militärakademie in Modena und Turin ausgebildet und diente anschließend zunächst beim 9. Fallschirmjäger-Sturmbataillon Col Moschin in Livorno. An einem Militäreinsatz in Somalia nahm er 1993 als Kompaniechef mit dem 187. Fallschirmjäger-Regiment der Fallschirmjägerbrigade Folgore teil und war dabei Anfang Juli 1993 an heftigen Kämpfen in Mogadischu beteiligt. Danach absolvierte er Generalstabslehrgänge in Civitavecchia und im Vereinigten Königreich. Als Austauschoffizier diente er in der britischen 3. Division und nahm mit der britischen Armee an einem Einsatz im Irak teil. In dem ab Ende 2004 von General Marco Bertolini aufgebauten Kommando für Operationen der Spezialkräfte (COFS) in Rom-Centocelle war Zanelli stellvertretender Chef des Stabes für Operationen. Von September 2006 bis Oktober 2008 kommandierte er das 9. Fallschirmjäger-Sturmregiment Col Moschin in Livorno. Nach einer kurzen Verwendung beim Heeresgeneralstab in Rom ging er Ende 2009 als italienischer Militärattaché nach London, wo er 2012 zum Brigadegeneral befördert wurde. Nach Italien zurückgekehrt erhielt er im September 2012 den Auftrag, bei der Luftlandeschule in Pisa das Spezialkräftekommando des Heeres aufzustellen. Am 27. Juni 2016 übernahm Zanelli als Generalmajor von Admiral Giuseppe Cavo Dragone das Kommando für Operationen der Spezialkräfte (COFS) in Rom-Centocelle. Am 24. Oktober 2019 gab er das COFS-Kommando an den Luftwaffen-Generalmajor Nicola Lanza de Cristoforis ab und übernahm nachfolgend den Posten des stellvertretenden Befehlshabers im Einsatzführungskommando der Landstreitkräfte (COMFOTER/COE) in Rom.
Als Generalleutnant wurde Zanelli am 16. Dezember 2020 stellvertretender Befehlshaber der NATO-Operation Resolute Support in Afghanistan. Am 25. Februar 2022 übernahm er von dem britischen General Richard Cripwell den Posten des stellvertretenden Befehlshabers des Allied Land Command der NATO im türkischen Buca (Izmir).

## Privates
Zanelli war verheiratet und Vater von drei Söhnen und einer Tochter.